# Vysoká (Banská Štiavnica)
Vysoká (deutsch Hochdorf oder Hochberg, ungarisch Magaslak – bis 1892 Viszoka) ist eine Gemeinde in der Mitte der Slowakei mit 126 Einwohnern (Stand 31. Dezember 2024), die zum Okres Banská Štiavnica, einem Kreis des Banskobystrický kraj gehört.

## Geographie
Die Gemeinde befindet sich in den Schemnitzer Bergen in einem hochgelegenen Gebirgskessel. Das Ortszentrum liegt auf einer Höhe von 667 m n.m. und ist 14 Kilometer von Banská Štiavnica entfernt.
Nachbargemeinden sind Hodruša-Hámre im Norden, Štiavnické Bane im Nordosten, Dekýš im Osten und Süden, Uhliská im Südwesten und Voznica im Westen.

## Geschichte

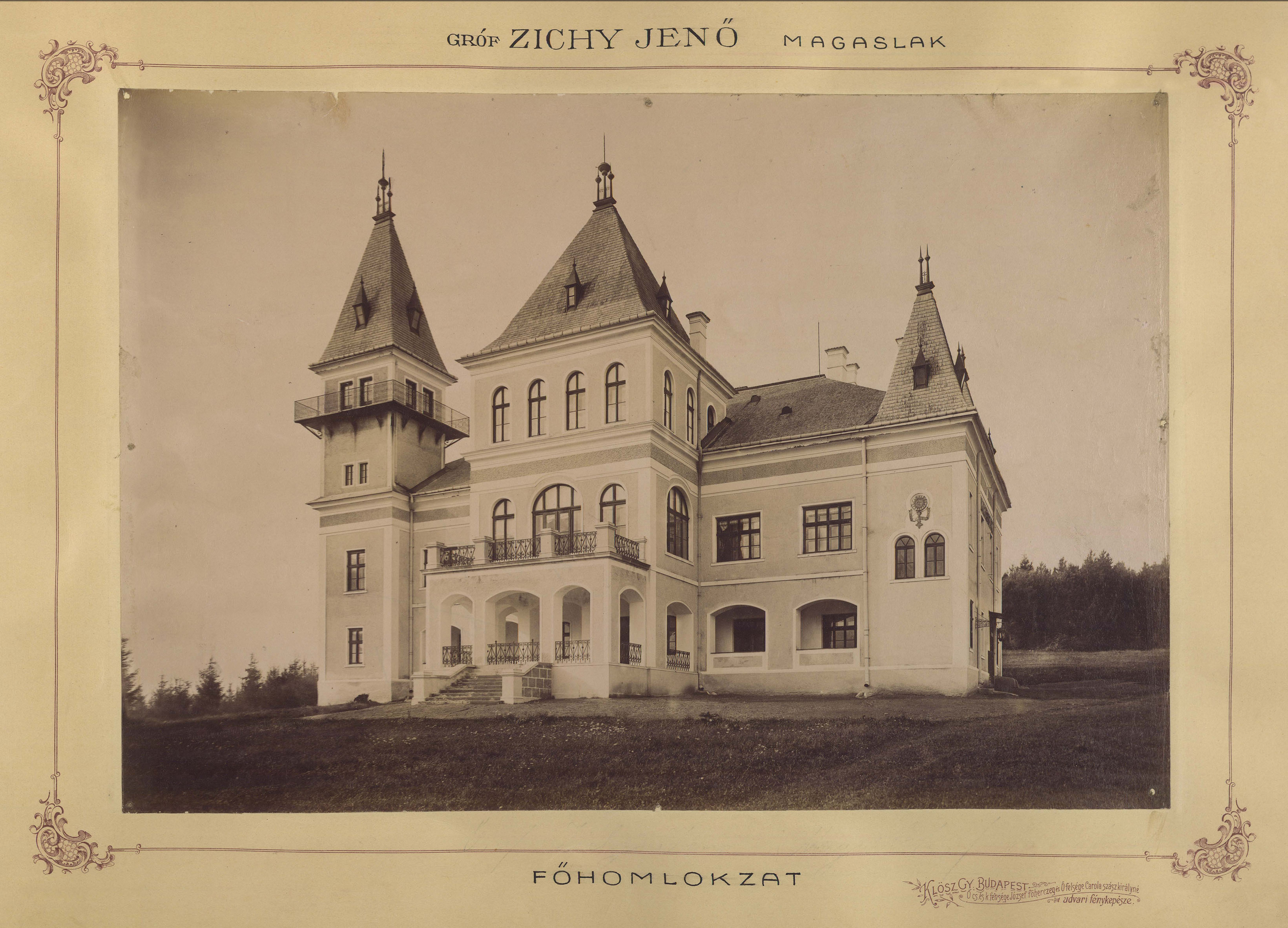
Ehemaliges Jagdschloss des Geschlechts Zichy in Vysoká, Aufnahme kurz vor 1900

Vysoká wurde zum ersten Mal 1388 als Magasfalu schriftlich erwähnt. Im selben Jahr gehörte es zum Herrschaftsgebiet der Burg Lewenz, danach zum Gut der Bergkammer. 1554 wohnten hier 15 Untertanen-Haushalte, 1715 15 und 1720 12 Haushalte. 1828 zählte man 34 Häuser und 207 Einwohner, die als Holzfäller und Köhler beschäftigt waren.
Bis 1918 gehörte der im Komitat Hont liegende Ort zum Königreich Ungarn und kam danach zur Tschechoslowakei beziehungsweise heute Slowakei. In der Zeit der ersten tschechoslowakischen Republik war Vysoká ein durch Forst- und Landwirtschaft geprägtes Dorf, dazu gab es bis 1940 eine kleine Ziegelei.

## Bevölkerung
| Jahr                | 1994 | 2004    | 2014    | 2024     |
| ------------------- | ---- | ------- | ------- | -------- |
| Anzahl der Personen | 141  | 143     | 141     | 126      |
| Unterschied         |      | +1,41 % | −1,39 % | −10,63 % |

| Jahr                | 2023 | 2024   |
| ------------------- | ---- | ------ |
| Anzahl der Personen | 125  | 126    |
| Unterschied         |      | +0,8 % |

Gemäß der Volkszählung 2011 wohnten in Vysoká 134 Einwohner, davon 123 Slowaken und ein Tscheche. 10 Einwohner machten keine Angabe zur Ethnie.
111 Einwohner bekannten sich zur römisch-katholischen Kirche, zwei Einwohner zur Evangelischen Kirche A. B. und ein Einwohner zu den Zeugen Jehovas. Sieben Einwohner waren konfessionslos und bei 13 Einwohnern wurde die Konfession nicht ermittelt.

## Bauwerke und Denkmäler
- römisch-katholische Kirche, ursprünglich im Barockstil, nach einem Umbau im Jahr 1867 im neoklassizistischen Stil